# 三塊厝 (新北市)
三塊厝，是臺灣新北市樹林區的一個地名，位於樹林區南部。以行政區而言，範圍大致包括樹林區的北園里西半部中央地帶及東南部不含南端邊界地帶、東園里西北部一小部分及東北角一小部分、彭厝里西南一小部分河道及河灘地，由於河道變遷，也包含土城區的沛陂里西北角一小部分河灘地。

## 歷史
台灣清治末期至日治初期，三塊厝地區為一街庄，稱為「三塊厝庄」，隸屬於海山堡。該庄昔日為大漢溪中沙洲，西北及北以大漢溪數段分流及沙洲地與崙仔庄、山仔腳庄為界，東隔大漢溪主流與沛舍坡庄為界，南邊以數段大漢溪分流及沙洲地與石頭溪庄為界。
1901年（日治明治三十四年）11月，該庄隸屬於桃園廳，編入第十七區。1905年（明治三十八年）7月，第十七區改稱「樹林區」。1920年（大正九年），該庄改制為「三塊厝」大字，隸屬於臺北州海山郡鶯歌庄。1940年，鶯歌庄升格為鶯歌街。
戰後鶯歌街改制為鶯歌鎮，隸屬於臺北縣，大字亦改制為里。1946年8月，鶯歌、樹林分治，本地區改隸屬新成立的樹林鎮。2010年12月，臺北縣升格為新北市，樹林鎮改制為樹林區。

## 河道變遷
從前大嵙崁溪（大漢溪）至三角湧附近（公館後地區西北部），因地勢低平，河面加寬，形成網狀河道。三峽溪（三峽河與橫溪各自注入大嵙崁溪分流河道，三峽溪於劉厝埔匯入分流，為橫溪匯注點之上游約八百公尺處。其後因河沙堆積，河床日漸昇高，導致分流消退，原本兩溪匯注處之大嵙崁溪分流河道成為三峽溪河道之延伸，因而形成今日三峽溪納橫榽之勢。
由於大漢溪主流河道北移，舊主流及各分流河道淤積成為陸地，使得三塊厝地區與北側鄰近地區均變成陸地相連，而西側界河變成大漢溪及其河灘地，東南側界河變成三峽河及其河灘地。

## 交通
鄉道北85線（佳園路二段）是山佳至溪墘寮的道路，大致以東北－西南走向經過三塊厝地區西部，往東北轉北可前往山佳，往西南轉南可前往三峽市區，後於麻園地區的溪墘寮接上省道台3線（中正路二段）。